# Энмынвеем
Энмынве́ем (в низовье Пырканайвеем) — река на севере Дальнего Востока России, протекает по территории Билибинского района Чукотского автономного округа. Длина — 77 км.
Название в переводе с чукот. Энмываам — «река со скалистыми берегами».
В октябре 1986 года при разработке золотоносной россыпи на реке Энмынвеем, в вечной мерзлоте был обнаружен фрагмент правой ноги взрослой особи мамонта (стопа, голень, коленный сустав, кожа бедра), жившего 32850 ± 900 лет назад.

## География и гидрология
Берёт начало в отрогах Пырканайских гор, впадает в реку Большой Кепервеем. На берегу реки находится ныне заброшенный посёлок Встречный.
Притоки: ручьи Олений, Наледный, Конечный, Пересохший, Кривой, Забытый, Кедровый, Невидимый, Каровый, река Гытхыринат.

## Особенности
В среднем течении разрабатывается крупное золотоносное россыпное месторождение.

## Отражение в кинематографе
В 1967 году режиссёром и сценаристом Канищевым О. А. был снят документальный фильм «Энмынвеем — Скалистая река», получивший Диплом Союза кинематографистов СССР «За лучшее звуковое решение телефильма» III-го Зонального конкурса кино-телестудий Урала, Сибири и Дальнего Востока.